# Audi RS Q e-tron
Der Audi RS Q e-tron ist ein speziell für Marathon-Rallyes entwickelter Geländewagen der Prototypen-Klasse von Audi Sport und ist seit 2022 bei der Rallye Dakar im Einsatz. Bei der Rallye Dakar 2022 und Rallye Dakar 2023 setzte Audi jeweils drei Fahrzeuge ein.

## Entstehung und Entwicklung
Ende 2020 begann Audi intern mit Planungen für eine Teilnahme an der Rallye Dakar. In etwa 12 Monaten entwickelte Audi zusammen mit Q Motorsport rund um X-Raid und Sven Quandt den RS Q e-tron E1, der Anfang 2022 erstmals an einer Marathon-Rallye teilnahm.
Audis Ziel war der Gewinn der Rallye Dakar. Bei ihrer ersten Rallye, der Rallye Dakar 2022, konnte das bestplatzierte Fahrzeug in der Gesamtwertung am Ende jedoch nur den neunten Platz erreichen. Daraufhin wurden für die Rallye Dakar 2023 einige Änderungen am Fahrzeug vorgenommen. So wurde für den RS Q e-tron E2 die komplette Karosserie neu entwickelt, um die Aerodynamik zu optimieren und das Gewicht zu senken. Dafür wurde das Cockpit deutlich breiter hergestellt, die Front- und Heckhaube neu gestaltet und die Karosserie in Form eines Bootskörpers ausgeführt. Die breiteste Stelle befindet sich in der Mitte und verjüngt sich nach vorn und hinten. Mit diesen und weiteren Maßnahmen gelang es Audi den aerodynamischen Gesamtwiderstand des RS Q e-tron E2 im Vergleich zum E1 um rund 15 Prozent zu senken. Darüber hinaus wurde der Schwerpunkt gesenkt und die Effizienz des Antriebs optimiert.

## Rallyes
Den ersten Rallyeeinsatz erlebte der Audi RS Q e-tron E1 bei der Rallye Dakar 2022. Als Fahrer wurden Carlos Sainz senior, Stéphane Peterhansel und Mattias Ekström verpflichtet. Die drei eingesetzten Fahrzeuge belegten in der Gesamtwertung am Ende jeweils den 9., den 12. und den 59. Platz.
Der erste Sieg eines Audi RS Q e-tron E1 wurde bei der Abu Dhabi Desert Challenge im März 2022 eingefahren.
Bei der Rallye Dakar 2023 trat Audi mit dem überarbeiteten RS Q e-tron E2 an. Als Fahrer wurden wie im Vorjahr Carlos Sainz, Stéphane Peterhansel und Mattias Ekström verpflichtet. Während der Rallye änderte der Veranstalter ab der 5. Etappe die Regeln und die Balance of Performance zugunsten des Audi RS Q e-tron, was zu einer um 8 kW erhöhten Leistung führte. Nasser Al-Attiyah und sein Navigator Mathieu Baumel äußerten öffentlich scharfe Kritik an den Veranstaltern, da der Wettkampf dadurch unfairer gestaltet worden sei und Audi dadurch gegenüber allen anderen Teilnehmern einen Vorteil bekam. Während der 6. Etappe schied Peterhansel und während der 9. Etappe schied auch Sainz aus der Wertung der Rallye Dakar 2023 aus. Ekström erreichte in der Gesamtwertung, mit knapp sieben Stunden Rückstand zum Führenden Nasser Al-Attiyah, den 13. Platz.
Audi-COO Oliver Hoffmann erklärte nach den Niederlagen und Rückschlägen, dass Audi mit dem RS Q e-tron auch zur Rallye Dakar 2024 antreten wird und dort einen Podiumsplatz erreichen will.

## Antriebstechnik
Der Audi RS Q e-tron ist ein Hybridelektrokraftfahrzeug. Dafür besitzt er an der Vorderachse und der Hinterachse jeweils eine modifizierte Motor-Generator-Einheit aus dem Audi e-tron aus der Formel E. Eine weitere baugleiche Motor-Generator-Einheit wird von einem Audi Vierzylinder-Turbomotor aus der DTM als Range Extender angetrieben und lädt während der Fahrt die 52-kWh-Batterie des Fahrzeugs. Das Fahrzeug besitzt daher zusätzlich zu den Batterien einen 340 Liter Benzintank, der damit nur 160 Liter kleiner dimensioniert ist, als der größte Tank der reinen Verbrennerfahrzeuge bei der Rallye Dakar. Zusätzlich besitzt der RS Q e-tron Rekuperationsbremsen, die ebenfalls die Batterie aufladen.

### Kritik am Antriebskonzept
Audi wurde vereinzelt für das Antriebskonzept des RS Q e-tron kritisiert, da man beispielsweise immer noch die veraltete Technik eines Range Extenders nutzt, die bereits seit 2010 serienreif war und beispielsweise im Chevrolet Volt eingesetzt wurde. Der spanische Fahrer Lorenzo Fluxá, der umweltbewusste Antriebe unterstützt, bezeichnete das Antriebskonzept in diesem Zusammenhang als Fake.

## Technische Daten

### Motoren

#### Vierzylinder-Turbomotor
- Treibstoff: Benzin
- Leistung: 580 bis 640 PS, gedrosselt auf 272 PS bei 4500 bis 6000 Umdrehungen pro Minute
- Hubraum: 2000 cm³

#### Elektromotoren Audi MGU05
- Innenläufer-Rotor mit außenliegenden Magneten
- sechs Phasen
- Leistung: etwa 300 PS

### Gesamtsystem
- Leistung: begrenzt auf 500 KW (680 PS)
- Höchstgeschwindigkeit: begrenzt auf 170 km/h
- 0–100 km/h: unter 4,5 s
- Verbrauch: 200 g Benzin/kWh
- Batterie: Lithium-Ionen, 52 kWh

- Getriebe: 1-Gang-Getriebe
- Allrad
- Länge: 4670 mm
- Breite: 2300 mm
- Höhe: 1950 mm
- Leergewicht: 2100 kg
- Tankvolumen: 340 Liter

### Aufbau
- Chassis: Gitterrohrrahmen
- Karosserie: mit Kohlenstoff- und Aramidfasern verstärkter Kunststoff

### Reifen
- BF Goodrich
- Größe: 37×12,5 R17